# Aleuropapillatus
Aleuropapillatus is een geslacht van halfvleugeligen (Hemiptera) uit de familie witte vliegen (Aleyrodidae), onderfamilie Aleyrodinae.
De wetenschappelijke naam van dit geslacht is voor het eerst geldig gepubliceerd door Regu & David in 1993. De typesoort is Aleuropapillatus kumariensis.

## Soorten
Aleuropapillatus omvat de volgende soorten:
- Aleuropapillatus gmelinae (David, Jesudasan & Mathew, 1988)
- Aleuropapillatus kumariensis Regu & David, 1993